# 64.ª edición de los Premios Óscar
La 64.ª edición de los Óscar premió a las mejores películas de 1991. Organizada por la Academia de Artes y Ciencias Cinematográficas, tuvo lugar en el Dorothy Chandler Pavilion de Los Ángeles (Estados Unidos) el 30 de marzo de 1992. La ceremonia fue conducida por Billy Crystal.

## Presentadores
| Persona                             | Categoría                                     |
| ----------------------------------- | --------------------------------------------- |
| Billy Crystal                       | Maestro de ceremonias                         |
| Paul Newman Elizabeth Taylor        | Mejor Película                                |
| Kevin Costner                       | Mejor Director                                |
| Michael Douglas                     | Mejor Actor                                   |
| Kathy Bates                         | Mejor Actriz                                  |
| Joe Pesci                           | Mejor Actriz de Reparto                       |
| Whoopi Goldberg                     | Mejor Actor de Reparto                        |
| Robert Duvall Anjelica Huston       | Mejor Guion Adaptado Mejor Guion Original     |
| Sylvester Stallone                  | Mejor Película de Habla No Inglesa            |
| Susan Sarandon Geena Davis          | Mejor Montaje                                 |
| Richard Gere                        | Mejor Fotografía                              |
| Annette Bening                      | Mejor Dirección Artística                     |
| Demi Moore                          | Mejor Diseño de Vestuario                     |
| Christopher Lloyd Rebecca De Mornay | Mejor Maquillaje                              |
| Patrick Swayze                      | Mejor Banda Sonora                            |
| Liza Minnelli Shirley MacLaine      | Mejor Canción Original                        |
| Laura Dern Diane Ladd               | Mejor Efecto Visual                           |
| Edward James Olmos Daryl Hannah     | Mejor Sonido                                  |
| Sharon Stone Antonio Banderas       | Mejor Edición de Sonido                       |
| Spike Lee John Singleton            | Mejor Documental Largo Mejor Documental Corto |
| Audrey Hepburn                      | Oscar Honorífico                              |
| Steven Spielberg George Lucas       | Premio en memoria de Irving Thalberg          |
| Sally Field                         | Clip de La bella y la bestia                  |
| Kathleen Turner                     | Clip de Bugsy                                 |
| Jessica Tandy                       | Clip de El príncipe de las mareas             |
| Denzel Washington                   | Clip de JFK                                   |

## Candidaturas y ganadores
The Silence of the Lambs se convirtió en la primera de terror en ganar el Óscar a Mejor película, igualmente se convirtió en la tercera película en ganar los cinco premios principales que otorga el Óscar (Mejor película,  Mejor director, Mejor actor, Mejor actriz y Mejor guion adaptado) una hazaña que fue lograda anteriormente por It Happened One Night en 1934 y por One Flew Over the Cuckoo's Nest en 1975.  La bella y la bestia se convirtió en la primera película animada en ser nominada al Óscar a Mejor película (en ese entonces aún no existía la categoría de Mejor película animada). Por dirigir Boyz n the Hood, John Singleton  se convirtió en el primer realizador afrodescendiente en ser nominado al  Óscar a la mejor dirección, así como también ser el director más joven en conseguir la nominación en la misma categoría a la edad de 24 años. Finalmente las actrices Diane Ladd y Laura Dern, obtuvieron una nominación al Óscar en las categorías de Mejor actriz y Mejor actriz de reparto respectivamente, la cual las convierte en la primera pareja conformada por madre e hija en obtener una nominación al Óscar en el mismo año.

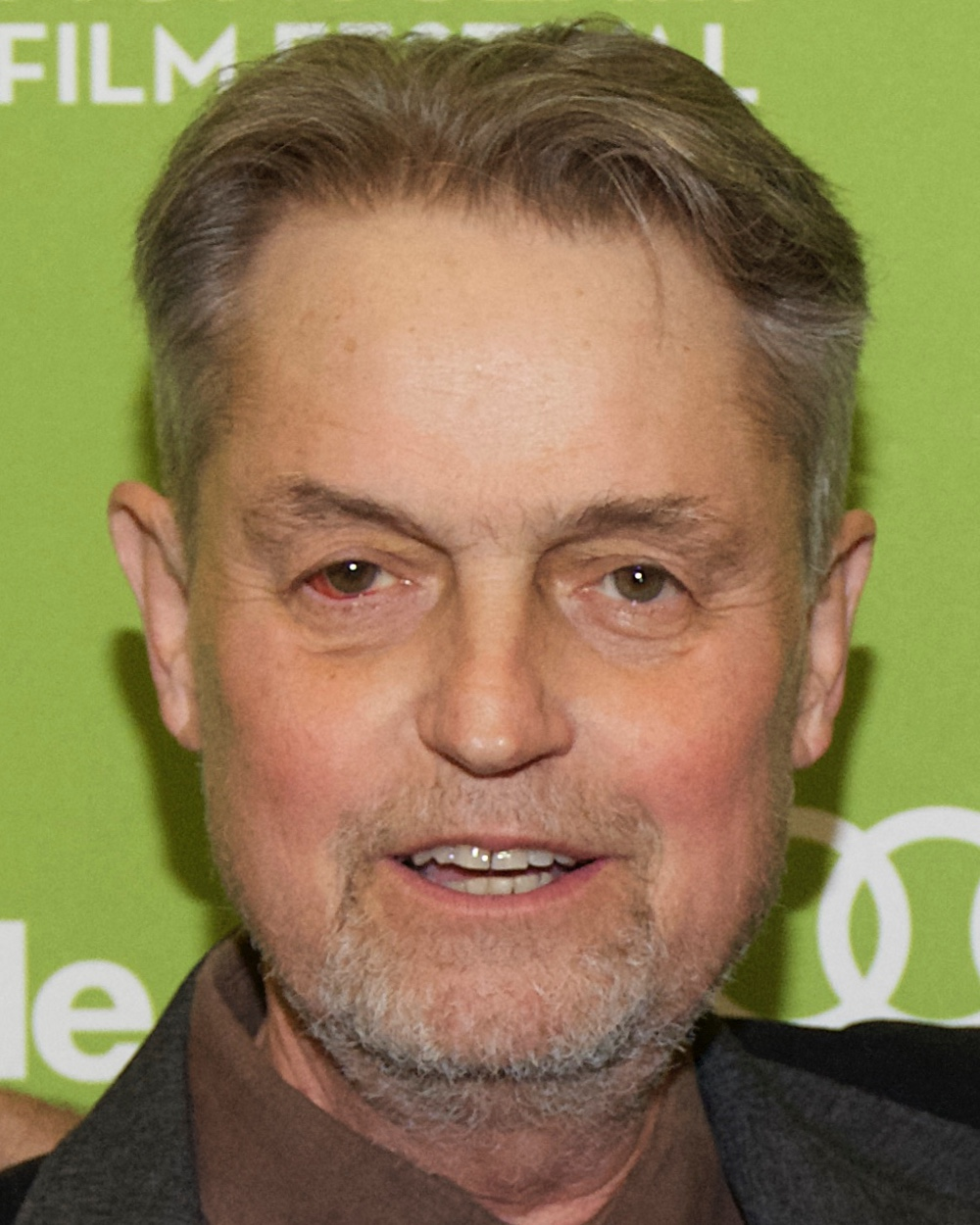
Jonathan Demme fue el ganador del Óscar al mejor director por The Silence of the Lambs.

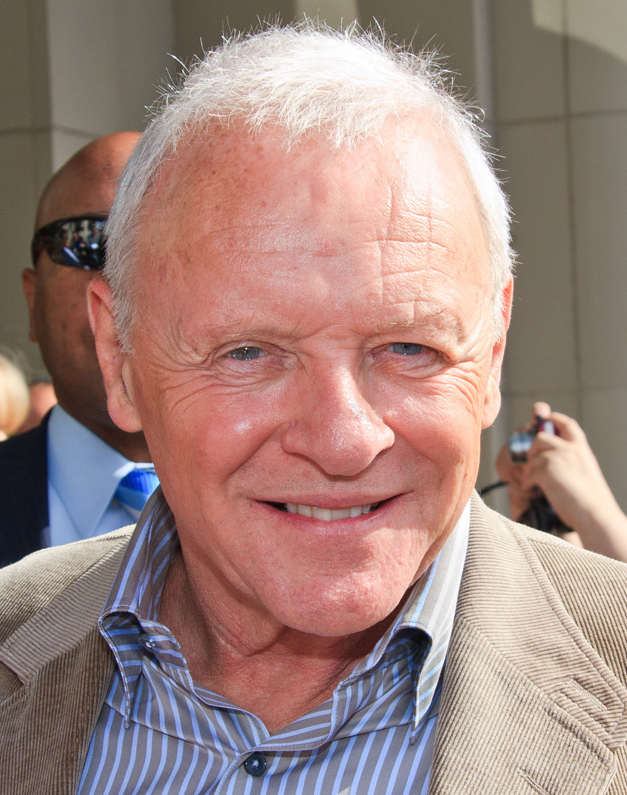
Anthony Hopkins fue el ganador del Óscar al mejor actor por The Silence of the Lambs.

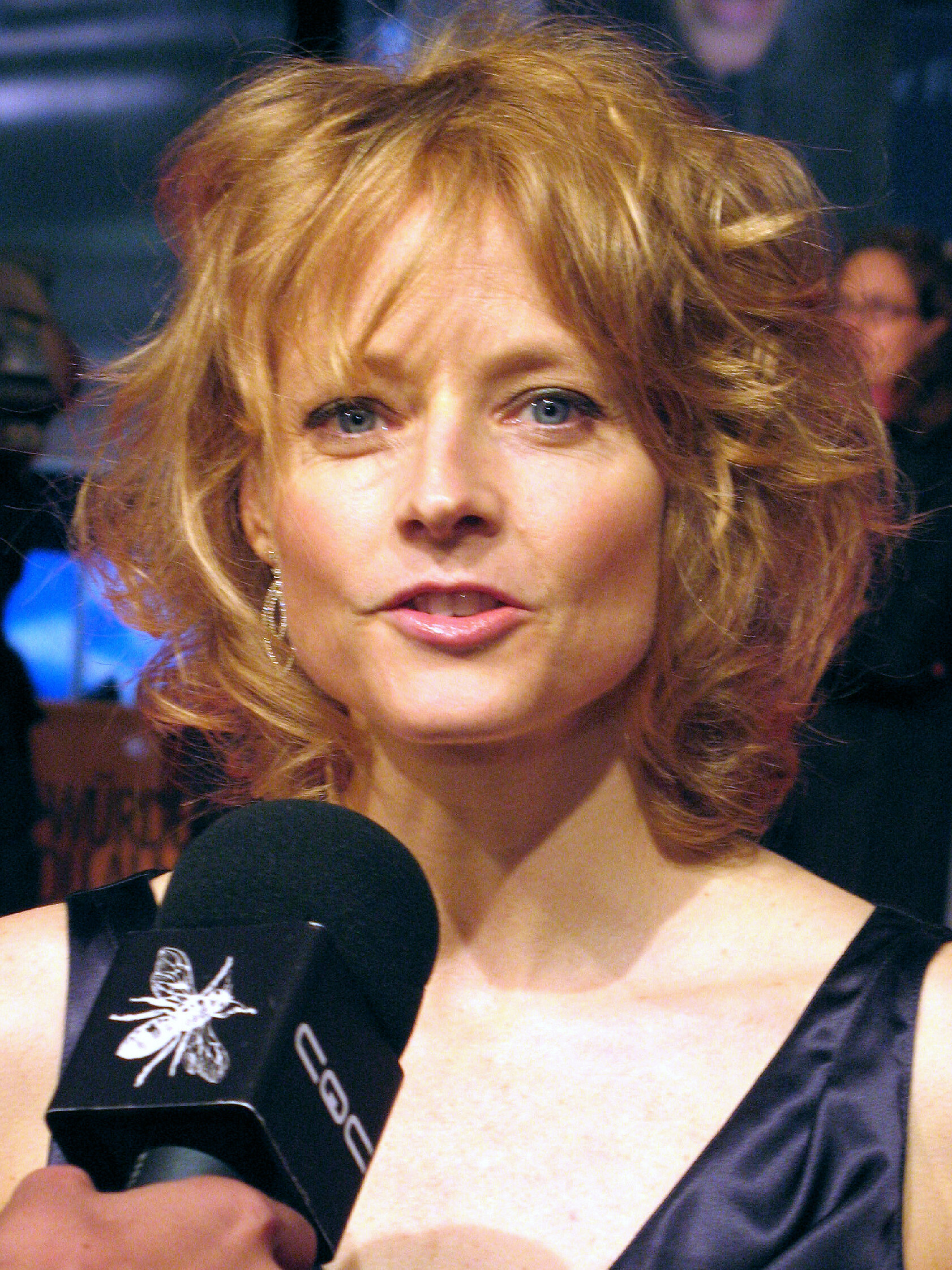
Jodie Foster fue la ganadora del Óscar a mejor actriz por The Silence of the Lambs.

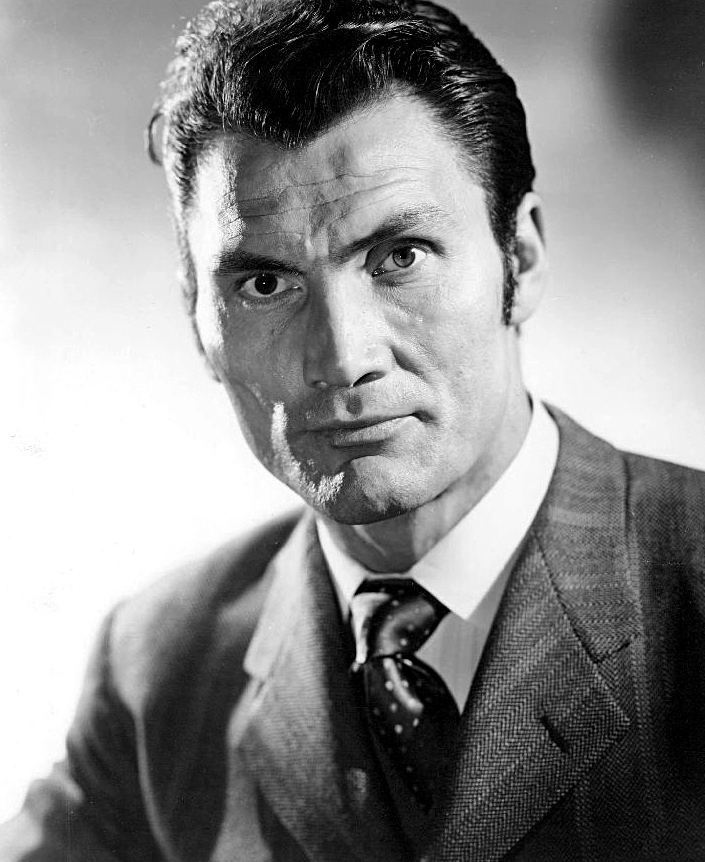
Jack Palance fue el ganador del Óscar a mejor actor de reparto por City Slickers.

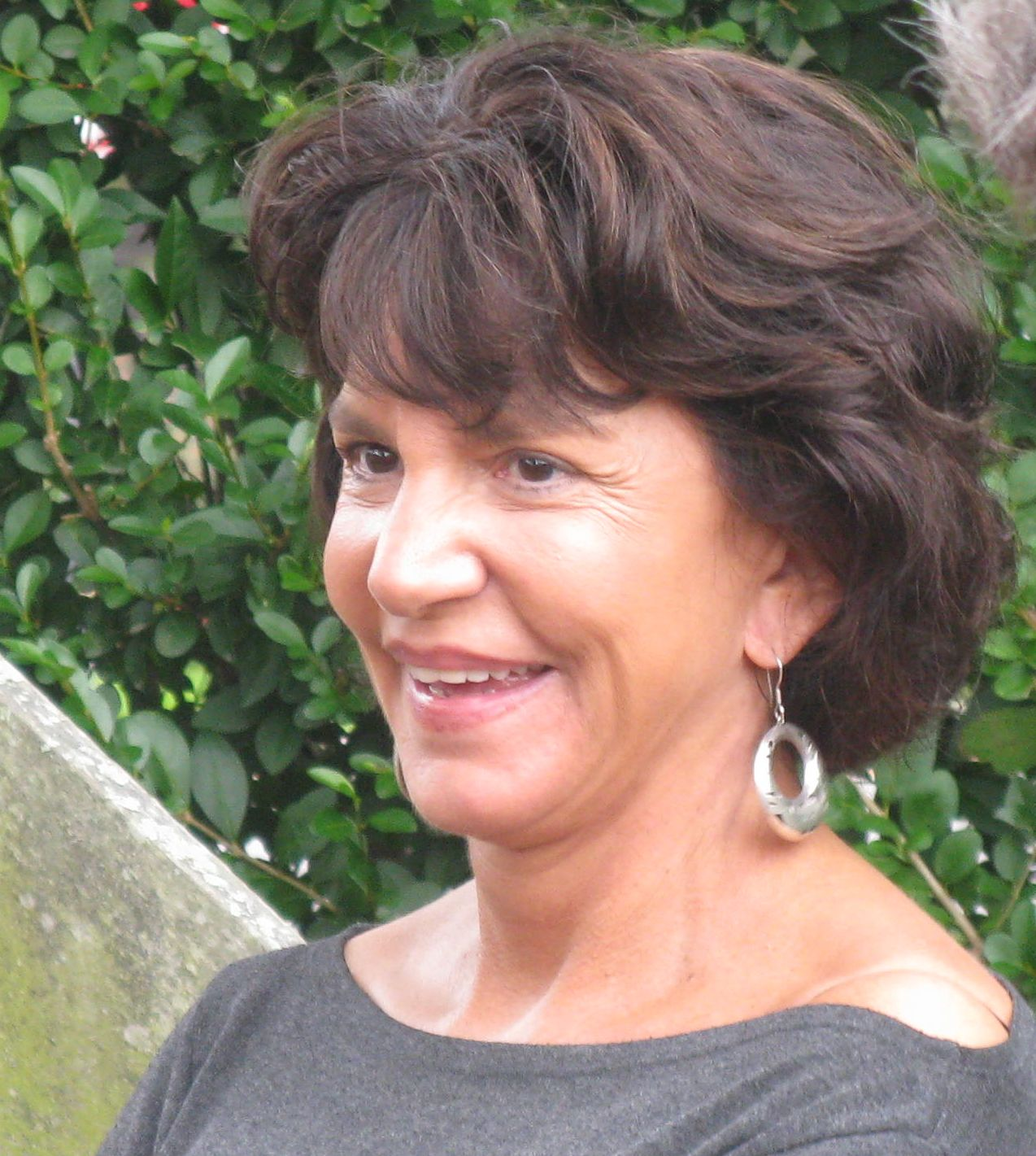
Mercedes Ruehl fue la ganadora del Óscar a la mejor actriz de reparto por The Fisher King.

 Indica el ganador dentro de cada categoría
| Mejor película Presentado por: Paul Newman y Elizabeth Taylor | Mejor director Presentado por: Kevin Costner |
| --- | --- |
| The Silence of the Lambs — Edward Saxon, Kenneth Utt y Ron Bozman | Jonathan Demme — The Silence of the Lambs |
| - La bella y la bestia — Don Hahn - Bugsy — Mark Johnson, Barry Levinson y Warren Beatty - JFK — A. Kitman Ho y Oliver Stone - El príncipe de las mareas — Barbra Streisand y Andrew S. Karsch | - Barry Levinson — Bugsy - Ridley Scott — Thelma & Louise - John Singleton — Boyz n the Hood - Oliver Stone — JFK |
| Mejor actor Presentado por: Kathy Bates | Mejor actriz Presentado por: Michael Douglas |
| Anthony Hopkins — The Silence of the Lambs como Hannibal Lecter | Jodie Foster — The Silence of the Lambs como Clarice Starling |
| - Warren Beatty — Bugsy como Benjamin "Bugsy" Siegel - Robert De Niro — Cape Fear como Maximilian "Max" Cady - Nick Nolte — El príncipe de las mareas como Tom Wingo - Robin Williams — The Fisher King como Henry "Parry" Sagan | - Geena Davis — Thelma & Louise como Thelma Dickinson - Laura Dern — Rambling Rose (El precio de la ambición) como Rose - Bette Midler — For the Boys (Ayer, hoy y siempre) como Dixie Leonard - Susan Sarandon — Thelma & Louise como Louise Sawyer |
| Mejor actor de reparto Presentado por: Whoopi Goldberg | Mejor actriz de reparto Presentado por: Joe Pesci |
| Jack Palance — City Slickers (Cowboys de ciudad) como Curly Washburn | Mercedes Ruehl — The Fisher King (El rey pescador) como Anne Napolitano |
| - Tommy Lee Jones — JFK como Clay Shaw - Harvey Keitel — Bugsy como Mickey Cohen - Ben Kingsley — Bugsy como Meyer Lansky - Michael Lerner — Barton Fink como Jack Lipnick | - Diane Ladd — Rambling Rose (El precio de la ambición) como la Madre - Juliette Lewis — Cape Fear (El cabo del miedo) como Danielle Bowden - Kate Nelligan — The Prince of Tides (El príncipe de las mareas) como Lila Wingo Newbury - Jessica Tandy — Fried Green Tomatoes (Tomates verdes fritos) como Virginia "Ninny" Threadgoode |
| Mejor guion original Presentado por: Robert Duvall y Anjelica Huston | Mejor guion adaptado Presentado por: Robert Duvall y Anjelica Huston |
| Thelma & Louise — Callie Khouri | The Silence of the Lambs (El silencio de los corderos) — Ted Tally basado en The Silence of the Lambs por Thomas Harris |
| - Boyz n the Hood (Los chicos del barrio) — John Singleton - Bugsy — James Toback - Grand Canyon — Lawrence Kasdan y Meg Kasdan - The Fisher King (El rey pescador) — Richard LaGravenese | - The Prince of Tides (El príncipe de las mareas) — Pat Conroy y Becky Johnston basado en The Prince of Tides por Pat Conroy - Europa Europa — Agnieszka Holland basado en I Was Hitler Youth Salomom de Solomon Perel - JFK — Oliver Stone y Zachary Sklar basado en Crossfire: The Plot That Killed Kennedy por Jim Marrs y On the Trail of the Assassins por Jim Garrison - Fried Green Tomatoes (Tomates verdes fritos) — Fannie Flagg y Carol Sobieski basado en Fried Green Tomatoes at the Whistle Stop Cafe por Fannie Flagg |
| Mejor película extranjera (de habla no inglesa) Presentado por: Sylvester Stallone | |
| Mediterraneo (Italia) en italiano — Gabriele Salvatores. | |
| - Börn náttúrunnar (Hijos de la naturaleza) (Islandia) en islandés — Fridrik Thor Fridriksson. - Dà Hóng Dēnglóng Gāogāo Guà (La linterna roja) (Hong Kong) en mandarín — Zhang Yimou - Obecna Skola (Escuela primaria) (Checoslovaquia) en checo — Jan Svérak. - Oxen (Suecia) en sueco — Sven Nykvist                                                                                                | |
| Mejor documental largo Presentado por: Spike Lee y John Singleton | Mejor documental corto Presentado por: Spike Lee y John Singleton |
| In the Shadow of the Stars — Allie Light y Irving Saraf | Deadly Deception: General Electric, Nuclear Weapons and Our Environment — Debra Chasnoff |
| - Death on the Job — Vince DiPersio y William Guttentag - Doing Time: Life Inside the Big House — Alan Raymond y Susan Raymond - The Restless Conscience — Hava Kohav Beller - Wild by Law — Lawrence Hott y Diane Garey | - A Little Vicious — Immy Humes - Birdnesters of Thailand — Eric Valli y Alain Majani - Memorial: Letters from American Soldiers — Bill Couturié y Bernard Edelman - The Mark of the Maker — David McGowan |
| Mejor cortometraje Presentado por: Dana Carvey y Mike Myers | Mejor cortometraje animado Presentado por: Bella, Bestia y Chip |
| Session Man — Seth Winston y Rob Fried | Manipulation — Daniel Greaves |
| - Birch Street Gym — Stephen Kessler y Thomas R. Conroy - Last Breeze of Summer — David M. Massey | - Blackfly — Christopher Hinton - Strings — Wendy Tilby |
| Mejor banda sonora Presentado por: Patrick Swayze | Mejor canción original Presentado por: Shirley MacLaine y Liza Minnelli |
| Beauty and the Beast (La bella y la bestia) — Alan Menken | «Beauty and the Beast» — Beauty and the Beast (La bella y la bestia); Música por Alan Menken; Letra por Howard Ashman |
| - Bugsy — Ennio Morricone - The Prince of Tides (El príncipe de las mareas) — James Newton Howard - JFK — John Williams - The Fisher King (El rey pescador) — George Fenton | - «Be Our Guest» — Beauty and the Beast (La bella y la bestia); Música por Alan Menken; Letra por Howard Ashman - «Belle» — Beauty and the Beast (La bella y la bestia); Música por Alan Menken; Letra por Howard Ashman - «(Everything I Do) I Do It For You» — Robin Hood: Prince of Thieves (Robin Hood: príncipe de los ladrones); Música por Michael Kamen; Letra por Bryan Adams y Robert John Lange - «When You’re Alone» — Hook; Música por John Williams; Letra por Leslie Bricusse                                         |
| Mejor edición de sonido Presentado por: Antonio Banderas y Sharon Stone | Mejor sonido Presentado por: Daryl Hannah y Edward James Olmos |
| Terminator 2: Judgment Day (Terminator 2: el juicio final) — Gary Rydstrom y Gloria S. Borders | Terminator 2: Judgment Day (Terminator 2: el juicio final) — Tom Johnson , Gary Rydstrom, Gary Summers y Lee Orloff |
| - Backdraft (Llamaradas) — Gary Rydstrom y Richard Hymns - Star Trek VI: The Undiscovered Country (Star Trek VI: aquel país desconocido) — George Watters II y F. Hudson Miller | - Backdraft (Llamaradas) — Gary Summers, Randy Thom, Gary Rydstrom y Glenn Williams - JFK — Michael Minkler, Gregg Landaker y Tod A. Maitland - Beauty and the Beast (La bella y la bestia) — Terry Porter, Mel Metcalfe, David J. Hudson y Doc Kane - The Silence of the Lambs (El silencio de los corderos) — Tom Fleischman y Christopher Newman |
| Mejor dirección artística Presentado por: Annette Bening | Mejor fotografía Presentado por: Richard Gere |
| Bugsy — Dirección artística: Dennis Gassner; Diseño de decorados: Nancy Haigh | JFK — Robert Richardson |
| - Barton Fink – Dirección artística: Dennis Gassner; Diseño de decorados: Nancy Haigh - The Prince of Tides (El príncipe de las mareas) — Dirección artística: Paul Sylbert; Diseño de decorados: Caryl Heller - Hook — Dirección artística: Norman Garwood; Diseño de decorados: Garrett Lewis - The Fisher King (El rey pescador) — Dirección artística: Mel Bourne; Diseño de decorados: Cindy Carr | - Bugsy — Allen Daviau - The Prince of Tides (El príncipe de las mareas) — Stephen Goldblatt - Terminator 2: Judgment Day (Terminator 2: el juicio final) — Adam Greenberg - Thelma & Louise — Adrian Biddle |
| Mejor maquillaje Presentado por: Rebecca De Mornay y Christopher Lloyd | Mejor diseño de vestuario Presentado por: Demi Moore |
| Terminator 2: Judgment Day (Terminator 2: el juicio final) — Stan Winston y Jeff Dawn | Bugsy — Albert Wolsky |
| - Hook — Christina Smith, Monty Westmore y Greg Cannom - Star Trek VI: The Undiscovered Country (Star Trek VI: aquel país desconocido) — Michael Mills, Edward French y Richard Snell | - Barton Fink — Richard Hornung - Hook — Anthony Powell - Madame Bovary — Corinne Jorry - The Addams Family — Ruth Myers |
| Mejor montaje Presentado por: Geena Davis y Susan Sarandon | Mejores efectos visuales Presentado por: Laura Dern y Diane Ladd |
| JFK — Joe Hutshing y Pietro Scalia. | Terminator 2: Judgment Day (Terminator 2: el juicio final) — Dennis Muren, Stan Winston, Gene Warren, Jr. y Robert Skotak |
| - Terminator 2: Judgment Day (Terminator 2: el juicio final) — Conrad Buff, Mark Goldblatt y Richard A. Harris - The Commitments — Gerry Hambling - The Silence of the Lambs (El silencio de los corderos) — Craig McKay - Thelma & Louise — Thom Noble | - Backdraft (Llamaradas) — Mikael Salomon, Allen Hall, Clay Pinney y Scott Farrar - Hook — Eric Brevig, Harley Jessup, Mark Sullivan y Michael Lantieri |

### Óscar Honorífico
- Satyajit Ray

### Premio Irving Thalberg
- George Lucas[2]

## In Memoriam
Por primera vez se presenta este tributo a los artistas del cine fallecidos en 1991: Natalie Schafer, Richard Thorpe (director), Eva LeGalline, Peggy Ashcroft, Jean Arthur, Michael Landon, Lee Remick, James Franciscus, Colleen Dewhurst, Frank Capra (director), Brad Davis, Viviane Romance, Irwin Allen (director), Fred MacMurray, Gene Tierney, Yves Montand, Klaus Kinski, Ralph Bellamy, Eleanor Boardman, Virgina Field, Freddie Bartholomew, José Ferrer, Ray Danton (director) y Sandy Dennis.

## Premios y nominaciones múltiples
| Película                                                                      | Nominaciones | Premios |
| ----------------------------------------------------------------------------- | ------------ | ------- |
| The Silence of the Lambs (El silencio de los corderos)                        | 7            | 5       |
| Terminator 2: Judgment Day (Terminator 2: el juicio final)                    | 6            | 4       |
| Bugsy                                                                         | 10           | 2       |
| JFK                                                                           | 8            | 2       |
| Beauty and the Beast (La bella y la bestia)                                   | 6            | 2       |
| Thelma & Louise                                                               | 6            | 1       |
| The Fisher King (El rey pescador)                                             | 5            | 1       |
| City Slickers (Cowboys de ciudad)                                             | 1            | 1       |
| Mediterraneo                                                                  | 1            | 1       |
| The Prince of Tides (El príncipe de las mareas)                               | 7            | 0       |
| Hook                                                                          | 5            | 0       |
| Barton Fink                                                                   | 3            | 0       |
| Backdraft (Llamaradas)                                                        | 3            | 0       |
| Cape Fear (El cabo del miedo)                                                 | 2            | 0       |
| Boyz n the Hood (Los chicos del barrio)                                       | 2            | 0       |
| Rambling Rose (El precio de la ambición)                                      | 2            | 0       |
| Star Trek VI: The Undiscovered Country (Star Trek VI: aquel país desconocido) | 2            | 0       |
| Fried Green Tomatoes (Tomates verdes fritos)                                  | 2            | 0       |